# Gustav Lindh
Gustav Lindh (Västerås, 4 giugno 1995) è un attore svedese.

## Filmografia parziale
- Dronningen, regia di May el-Toukhy (2019)
- The Northman, regia di Robert Eggers (2022)
- La terra promessa (Bastarden), regia di Nikolaj Arcel (2023)